# ساندویچ کلاب (فیلم)
«ساندویچ کلاب» (انگلیسی: Club Sandwich) فیلمی در ژانر کمدی است که در سال ۲۰۱۳ منتشر شد.